# Florian Boesch

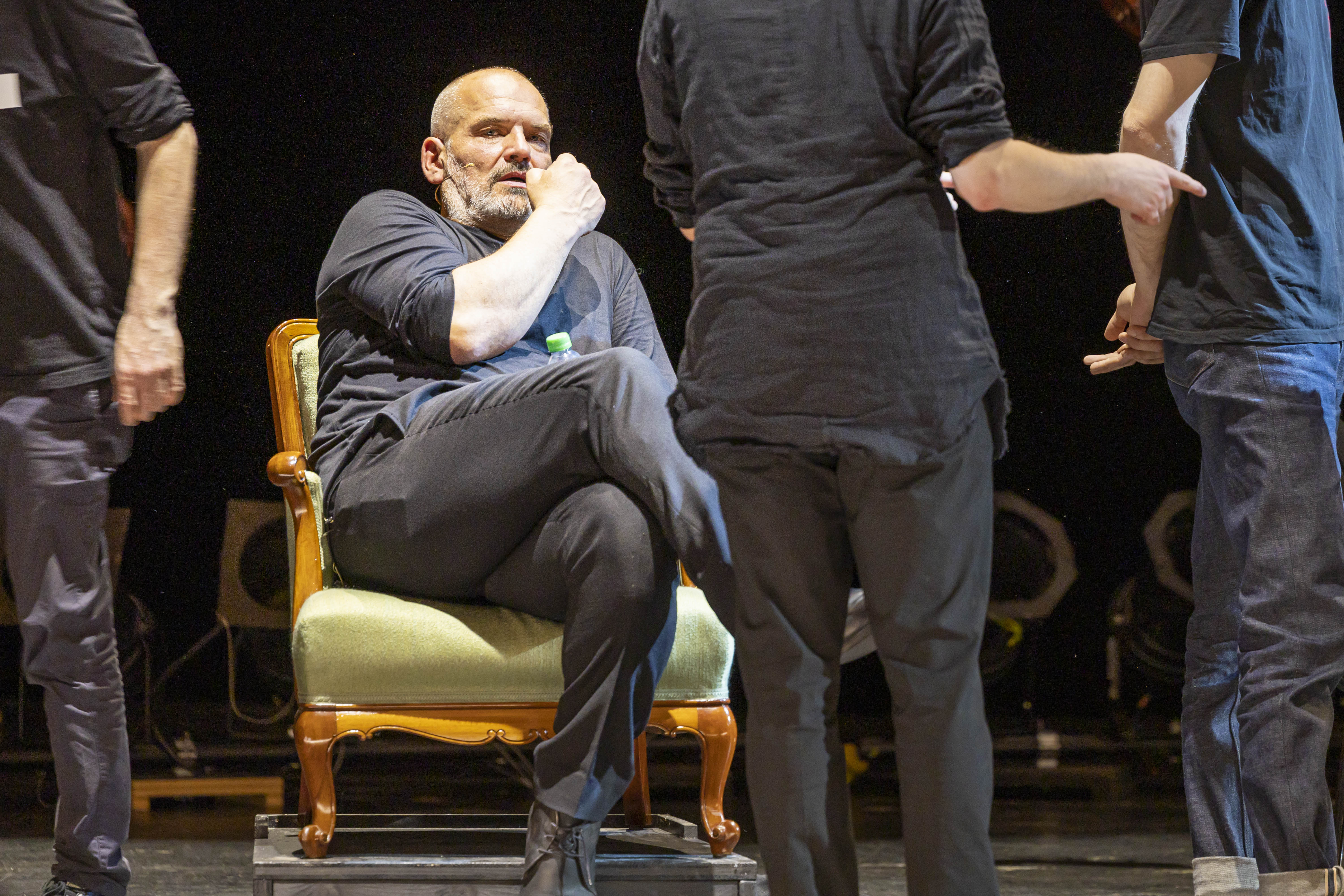
Florian Boesch; Die schöne Müllerin (Staatsoper Berlin, 2023)

Florian Boesch (geboren am 17. Mai 1971 in Saarbrücken) ist ein österreichischer Bassbariton, Gesangspädagoge und Opernsänger, der insbesondere als Liedinterpret bekannt ist.

## Leben
Florian Boesch, Sohn von Christian Boesch, nahm seinen ersten Gesangsunterricht bei seiner Großmutter, Kammersängerin Ruthilde Boesch, studierte ab 1997 an der Universität für Musik und darstellende Kunst in Wien Lied und Oratorium bei Robert Holl. 2002 debütierte er mit einem Liederabend bei der Schubertiade in Schwarzenberg, Ende 2003 als Papageno in Mozarts Zauberflöte am Opernhaus Zürich und sang in der Folge an der Volksoper Wien, an der Staatsoper Stuttgart, den Bregenzer Festspielen, bei der styriarte Graz, an der Staatsoper Hamburg, am Theater an der Wien, am Bolschoi-Theater Moskau, an der LA Opera in Los Angeles und in Tokio.
Boesch gab Liederabende u. a. im Wiener Musikverein und im Wiener Konzerthaus, in der Wigmore Hall London, im Concertgebouw Amsterdam, beim Edinburgh Festival, in der Laeiszhalle in Hamburg, bei den Schwetzinger Festspielen, in der Philharmonie Luxembourg sowie in Nordamerika.
Als Konzertsänger ist er mehrfach unter dem Dirigat von Nikolaus Harnoncourt aufgetreten, unter anderem auf einer Japantournee, in Wien, der Berliner Philharmonie oder in Salzburg. Er sang die Bass-Soli in Schumanns Das Paradies und die Peri (unter Simon Rattle mit den Wiener Philharmonikern), in der Matthäus- und der Johannes-Passion (im Concertgebouw Amsterdam), in Weills Berliner Requiem  (mit dem Orchestre Philharmonique de Radio France) und in Mendelssohns Elias (unter Paul McCreesh und Ivor Bolton).
Den Salzburger Festspielen ist er seit 2002 verbunden. Er debütierte dort als Tiridate in Händels Radamisto (in der Felsenreitschule), sang 2004 den Polizeikommissär im Rosenkavalier (im Großen Festspielhaus), 2006 den Antonio in Le nozze di Figaro unter Nikolaus Harnoncourt (anlässlich der Inauguration des Hauses für Mozart) und 2009 den Guglielmo in Così fan tutte. 2012 und 2013 war bei der Ouverture spirituelle in der Salzburg vertreten: 2012 als Bass-Solist in Mozarts Missa longa C-Dur (KV 262) im Salzburger Dom, 2013 in Haydns Schöpfung und in den Jahreszeiten, sowie in Mozarts C-Moll-Messe in der Stiftskirche St. Peter mit dem Simón Bolívar Symphony Orchestra of Venezuela unter Gustavo Dudamel.
Im Theater an der Wien sang er im Frühjahr 2009 in Händels Messiah und im Herbst 2013 in Schuberts Lazarus – jeweils in szenischen Fassungen von Claus Guth. Im Jänner 2013 war er in diesem Haus als Tiridate in Händels Radamisto unter René Jacobs mit dem Freiburger Barockorchester zu sehen und zu hören. 2011 gab Boesch sein Rollendebüt als Wozzeck an der Oper Köln.
2015 berief die Universität für Musik und darstellende Kunst Wien Florian Boesch als Professor für Lied und Oratorium.

## Aufzeichnungen
Zu Boeschs bekannteren Einspielungen zählen Schuberts Winterreise mit Malcolm Martineau am Klavier, Bach-Kantaten unter Martin Haselböck, die Matthäus-Passion unter Sir Roger Norrington und Dvořáks Stabat Mater unter Philippe Herreweghe.

## Auszeichnungen
- 2007 Goldene Maske. Russischer Theaterpreis. Best actor
- 2014: Österreichischer Musiktheaterpreis – Goldener Schikaneder in der Kategorie beste männliche Nebenrolle für seine Rolle in Radamisto am Theater an der Wien[3]
- 2020/2021 artist in residence des Theaters an der Wien